# مارتا کرنشاو
مارتا کرنشاو (انگلیسی: Martha Crenshaw؛ زادهٔ ۲ سپتامبر ۱۹۴۵) کارشناس سیاسی، و استاد دانشگاه اهل ایالات متحده آمریکا است.
وی همچنین برندهٔ جوایزی همچون کمک‌هزینه گوگنهایم شده است.